# Konstantin Kinczew
Konstantin Kinczew, właściwie Konstantin Jewgieniewicz Panfiłow, ros. Константин Евгеньевич Панфилов (Кинчев) (ur. 25 grudnia 1958 roku w Moskwie) — radziecki i rosyjski muzyk, autor tekstów, lider grupy rockowej Alisa.

## Biografia

### Wczesna młodość
Konstantin Kinczew urodził się 25 grudnia 1958 roku w Moskwie. Rodzina Panfiłowów mieszkała w owym czasie przy ulicy Gorkiego 6. Ojciec, Jewgienij Aleksiejewicz Panfiłow, doktor nauk technicznych, był rektorem Moskiewskiego Instytutu Technologicznego. Matka, Ludmiła Nikołajewna, inżynier mechanik, wykładała na tej samej uczelni przedmiot wytrzymałość materiałów.
Zainteresowanie Konstantina muzyką rockową sięgało wczesnych lat młodzieńczych. To wtedy matka podarowała mu magnetofon Dniepr wraz z nagraniami grupy The Beatles celem zainteresowania syna nauką języka angielskiego. Konstantin bardzo polubił muzykę rockową, jego ulubionym zespołem w tym czasie był The Rolling Stones.
Mając 7 lat Kostia uciekł z domu - opowiedział swoim dwóm kolegom, z którymi łączyło go zainteresowanie piratami, że wie gdzie można znaleźć skarb ze statku i namówił ich, by wspólnie wyjechali go szukać. Chłopcy wyruszyli w podróż i odnaleziono ich dopiero w pociągu w Tule (ok.172 km od Moskwy).
W latach szkolnych pasją Konstantina stał się hokej. Zajmował się tym sportem do roku 1972. Trenował w stołecznym klubie Spartak, wkrótce jednak postanowił całkowicie zrezygnować z gry. Uznał, że nie jest w stanie całkowicie poświęcić się sportowi, gdyż jego główną pasją jest muzyka.
Mając 14 lat postanowił wstąpić w szeregi Komsomołu, by udowodnić rodzicom, że stał się odpowiedzialnym i dojrzałym młodym człowiekiem. W ósmej klasie został wydalony z owej organizacji. Powodem było zjawienie się w szkole we fryzurze uznanej za nieodpowiednią.
W 1973 roku Kostia po raz pierwszy usłyszał muzykę grupy Black Sabbath i wtedy zdecydował, że chce zostać gwiazdą rocka. Muzycy Birminghamu stali się dla niego wielką inspiracją, a sam Ozzy Osbourne największym autorytetem w dziedzinie muzyki. Konstantin zajął się kolekcjonowaniem płyt winylowych zagranicznych rockowych kolektywów, mn. Led Zeppelin, Deep Purple, które w ZSRR z uwagi na relacje radzieckich polityków z państwami zachodu były sporą rzadkością.

### Początek muzycznej kariery
W połowie lat 70. Kinczew zaczął tworzyć swoje pierwsze kompozycje, inspirując się przy tym stylem zespołu Black Sabbath. Uczestniczył w wielu moskiewskich grupach. Jego pierwszy zespół nazywał się Круг Черной Половины. Kolejnym projektem była grupa Сломанный воздух, która latem 1976 roku występowała na potańcówkach w KrasnogorskuIch repertuar składał się na covery zachodnich klasyków rocka. Wokaliści kolektywu błędnie śpiewali anglojęzyczne teksty, gdyż żaden z uczestników nie opanował tego języka w wystarczającym stopniu.
Po ukończeniu szkoły Konstantin szkolił się w zawodach frezera, rysownika i dekoratora. Później, po namowach rodziców, podjął studia w Moskiewskim Instytucie Technologicznym na kierunku "Ekonomia i finanse". Kursu nie ukończył z uwagi na chęć pełnego poświęcenia się muzycznej pasji.
Przez rok uczył się śpiewu w szkole przy Teatrze Bolszoj.  Zarabiał pracując jako model w Moskiewskim Państwowym Akademickim Instytucie Artystycznym im. Wasilija Surikowa, pakowacz w piekarni, a także jako administrator żeńskiej drużyny koszykówki
W 1983 roku Kinczew założył grupę Зона отдыха - pierwszą wykonującą jedynie jego autorskie utwory. Zespół nie zagrał ani jednego koncertu, gdyż został wpisany na listę zakazanych w Moskwie. Członkowie zdążyli nagrać jedyny album, w skład którego weszły niektóre piosenki zapisane na albumie pt. "Dżaz" późniejszej grupy Kinczewa -  Alisy. Kaseta z nagraniami z 1983 nie zachowała się.

### Przyjazd do Leningradu

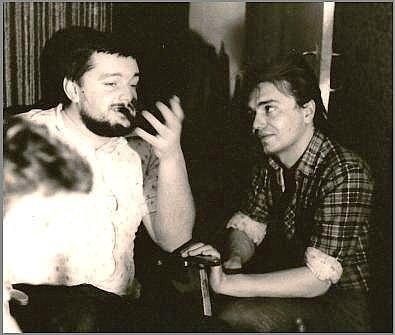
Siergiej Żarikow i Kinczew (z prawej), 1984

W 1984 roku Konstantin przyjechał z Moskwy do Leningradu - kolebki radzieckiej muzyki rockowej. Gościł tam u przyjaciela, Andrieja Zabłudowskiego, gitarzysty grupy Sekret. Zabłudowski wpadł na pomysł zapisania z Kinczewem jego piosenek i postanowił skontaktować się w tej sprawie ze znanym w środowisku inżynierem dźwięku - Igorem "Pankierem" Gudkowem. Pankier polecił zwrócić się do lidera Zooparku - Majka Naumienko, jednego z pierwszych muzyków rockowych w ZSRR. Naumienko po przesłuchaniu repertuaru młodego muzyka stwierdził, że Konstantin ma talent i postanowił mu pomóc. Zaraz potem ruszyło nagranie debiutanckiego, solowego albumu Kinczewa (występującego pod pseudonimem Doktor Kinczew) - "Нервная ночь" (Nierwnaja Nocz). Tytuł zawdzięcza on okresowi, w którym został zapisany - nagrywać zaczęto w południe 23 lipca, a skończono o drugiej w nocy następnego dnia. Udział w nagraniu "Nierwnej Noczi" wziął założyciel grupy Alisa - Światosław Zaderij. W ten sposób poznał Kinczewa, którego postanowił przyjąć na wakat jako wokalistę do swojego nowo utworzonego, lecz znanego w Leningradzie zespołu.

### Przybycie do Alisy
Przed przyjęciem Kinczewa do Alisy, Zadierij poprosił kolegów z zespołu, by zapoznali się z nagranym na kasecie albumem "Nierwnaja Nocz" i wyrazili swoją opinię na jego temat. 

Mnie, szczerze powiedziawszy, w ogóle się nie spodobało - mówię, to jakaś griebienszczikowizna (nawiązanie do Borisa Griebienszczikowa, lidera grupy Akwarium), do czego nam to potrzebne? Sławka powiedział: chłopak przyjeżdża jutro, dawajcie, spróbujemy, może coś się uda. Przyjechał Kinczew, bardzo skromny. I wiesz, od pierwszej próby coś się między nami zawiązało, tak, że podczas jednej sesji nagraliśmy sześć piosenek - podstawę przyszłego albumu "Eniergija".

Próby kolektywu w składzie z Kinczewem rozpoczęły się w grudniu 1984 roku, a pierwszy publiczny koncert odbył się podczas III festiwalu Leningradzkiego Rock Klubu w 1985 roku. Początkowo muzyk planował jedynie pomóc przy zapisie nowego albumu, a potem opuścić zespół, jednak stało się inaczej. Po odejściu założyciela - Swiatosława Zaderija - stał się jedynym liderem grupy.

#### "Sprawa" Kinczewa
W 1987 roku Alisa zagrała serię koncertów w leningradzkim Jubileuszowym Pałacu Sportu. Wydarzenie wywołało duże poruszenie wśród miejscowych organów porządku publicznego, gdyż ówczesne władze Leningradu, jak i całego ZSRR, były sceptycznie nastawione względem muzyków rockowych.
17 listopada przez budynkiem Pałacu Sportu zgromadziło się wielu ludzi. Milicjanci postanowili podjąć zaostrzone środki ostrożności. Trudności z wejściem do sali napotkali widzowie z zakupionymi biletami, a także goście specjalni zaproszeni przez członków zespołu. W drugim gronie znalazła się Anna Gołubiewa - ówczesna żona Kinczewa, będąca w siódmym miesiącu ciąży. Gołubiewa i jej towarzyszka, charakteryzatorka grupy, widniały w spisie gości, jednak nie zostały dopuszczone do wejścia za kulisy.
Na miejsce wezwano czekającego w środku Konstantina, rockman potwierdził wersję kobiet i zaprosił obie do środka. Milicjanci ponownie odmówili wpuszczenia do budynku zarówno Gołubiewy, jak i charakteryzatorki, a tym razem także samego występującego - Konstantina Kinczewa. W międzyczasie zjawiali się kolejni ludzie chcący dostać się do sali. Przy kolejnych prośbach muzyka o dostanie się do środka budynku, milicjanci zaczęli szturchać jego ciężarną żonę. Spór nabrał na sile, kiedy Anna w odpowiedzi uderzyła funkcjonariusza w policzek. Kinczew stanął w obronie małżonki. Zanim doszło do bójki, mężczyźni powalili rockmana na ziemię, a potem zaprowadzili do wozu przewożącego aresztantów. Zebrany tłum zaczął wyrażać głośny sprzeciw. Niezwłocznie po wydaniu decyzji przez przełożonych funkcjonariuszy wypuszczono Kinczewa i pozwolono wejść do budynku zarówno jemu, jak i jego małżonce.
Po rozpoczęciu koncertu Konstantin ze sceny opowiedział zebranym o zaistniałym wydarzeniu. Wyraził także swoje wątpliwości względem pierestrojki. Podczas występu funkcjonariusze znajdujący się pod sceną popychali bawiących się fanów. Przed rozpoczęciem utworu "Ej, ty, tam, na tom bieregu!" (ros. "Эй, ты, там, на том берегу!") Kinczew zwrócił się do publiczności słowami: "Kolejna piosenka jest poświęcona cudzoziemcom obecnym w sali...a także gliniarzom i innym gadom!" (ros. "Следующая песня посвящается иностранцам, находящимся в зале... ментам и прочим гадам!").
22 listopada w związku z owym koncertem pojawił się artykuł w Gazecie "Smienia", oskarżający Konstantina Kinczewa o propagowanie faszyzmu. Autor publikacji "Alisa" s kosoj czelkoj" (ros. "Алиса" с косой челкой") (tłum. Alisa ze skośną grzywką) stwierdził, że był świadkiem gdy 17 listopada w Jubileuszowym Pałac Sportu wokalista posługiwał się okrzykiem Heil Hitler. Według dziennikarza, Wiktora Kokosowa, Kinczew wzniósł ów okrzyk podczas śpiewania piosenki "Ej, ty, tam, na tom bieregu!", zmieniając oryginalne słowa na "Heil Hitler na tom bieregu!".
Po opublikowaniu artykułu prokuratura wszczęła sprawę karną, oskarżając Kinczewa o przestępstwo z artykułu 209 cz. 2 Kodeksu karnego RFSRR, tj. o złośliwe chuligaństwo.
Członkowie Alisy złożyli do sądu pozew przeciwko gazecie „Smiena” o oszczerstwo. Przedstawiono dowód w postaci wideozapisu owego koncertu, który potwierdził, że oskarżenia Kokosowa były bezpodstawne. Kinczew wygrał proces i w związku z wyrokiem „Smiena” musiała go publicznie przeprosić.

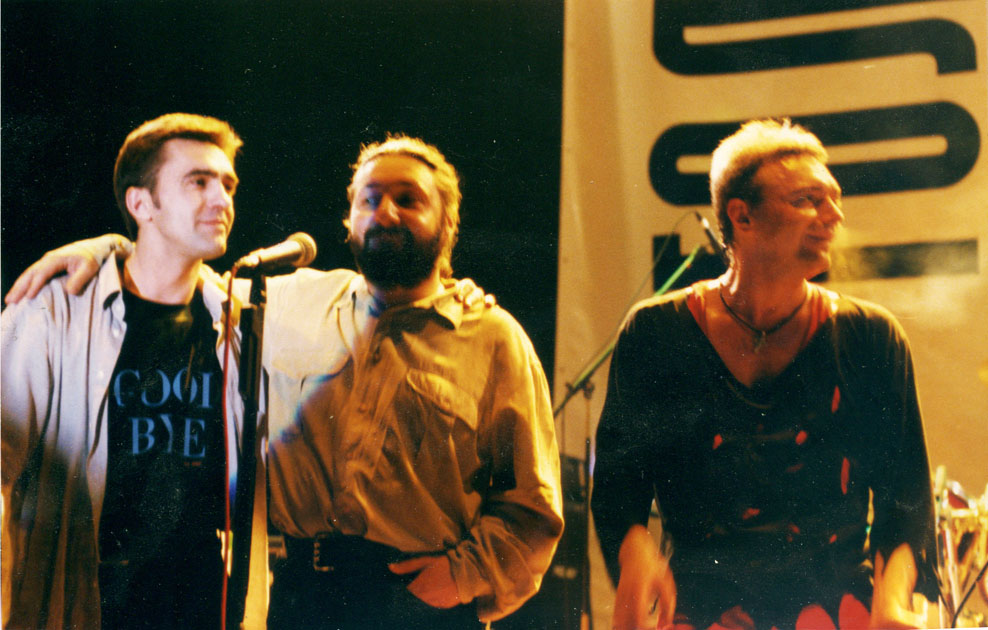
(od lewej) Butusow, Namin i Kinczew podczas koncertu "Za przyszłość wolnej Rosji", marzec 1996

#### Pucz moskiewski
Podczas puczu moskiewskiego w sierpniu 1991 roku Konstantin dołączył do protestujących w obronie Białego Domu. Czuwał na barykadach i wspierał młodych ludzi (wśród zebranych było wielu fanów Kinczewa) grając na gitarze akustycznej piosenki Alisy.
Za uczestnictwo w puczu w 1993 roku został nagrodzony medalem "Obrońcy Wolnej Rosji", odebranym z rąk Borysa Jelcyna. W 1994 roku, w okresie początku wojny w Czeczenii, Kinczew zrezygnował z odznaczenia. Przekazał medal do redakcji gazety Moskowskij Komsomolec w geście protestu przeciw zabójstwu dziennikarza owej redakcji - Dmitrija Chołodowa, który badał między innymi malwersacje w siłach zbrojnych.

## Kinematografia
W 1986 roku Konstantin został zaproszony do udziału w filmie Wzłomszczik (ros. Взломщик). Nie była to pierwsza przygoda Kinczewa      z kinem - rok wcześniej wspólnie z całym składem Alisy odegrał epizod w filmie Pieriestupit' czertu (ros. Переступить черту). Tym razem Konstantin otrzymał rolę drugoplanową. Obok niego w filmie wystąpili również mn. Oleg Garkusza i Leonid Fiodorow z zespołu AukcYon, znani inżynierowie dźwięku - Andriej "Swin" Panow i Aleksiej Wisznia, a także członkowie grupy Obiekt Nasmieszek. Doświadczenie zdobyte podczas realizacji filmu utwierdziło Konstantina w przekonaniu, że nie chce i nie powinien zajmować się aktorstwem zawodowo. Mimo to, w 1988 roku otrzymał za swoją rolę nagrodę na Międzynarodowym Festiwalu Filmowym w Sofii w kategorii "najlepszy aktor roku".

## Życie osobiste
Nazwisko pod którym występuje muzyk to nazwisko dziadka, który był bułgarskim rewolucjonistą. W 1933 roku oboje z małżonką wyjechali z Bułgarii do ZSRR, tam narodził się ich syn Jewgienij - ojciec Konstantina. Kinczew umarł w 1937 roku w mieście Magadan. Nazwisko Panfiłow zapisane w paszporcie Konstantina należy do drugiego męża jego babki.
Konstantin był żonaty dwa razy. Pierwszą żoną była Anna Gołubiewa, drugą i obecną jest Aleksandra Panfiłowa.
Ma troje dzieci. Syna Jewgienija (z pierwszego małżeństwa) oraz dwie córki - Wierę (z małżeństwa z Aleksandrą) i Marię (z pierwszego małżeństwa obecnej żony).
Jest prawosławny.